# Беликов, Иван Николаевич
Иван Николаевич Беликов (03.01.1878—?) — русский  военный деятель, из крестьян Орловской губернии, подполковник Генерального штаба  (1916), полковник Белой армии (1919). Герой Первой мировой войны, участник Гражданской войны.

## Биография
Общее образование получил в Карачевской учительской семинарии. В 1904 году после окончания Владимирского военного училища произведён в подпоручики и выпущен в Гроховский 182-й пехотный полк. В 1907 году произведён в поручики, обер-офицер 230-го Ветлужского резервного батальона.
В 1910 году после окончания Николаевской академии Генерального штаба по II разряду был произведён в штабс-капитаны, ротный командир Рымникского 192-го пехотного полка.
С 1914 года участник Первой мировой войны в составе Апшеронского 81-го пехотного полка. В 1915 году произведён в капитаны, в 1916 году  в подполковники. С 1917 года и.д. начальника штаба 113-й пехотной дивизии. 
Высочайшим приказом от 5 мая 1915 года за храбрость награждён Георгиевским оружием :
81-го Апшеронского Императрицы Екатерины Великой, ныне Его Императорского Высочества Великого Князя Георгия Михайловича Ивану Беликову за то, что 30-го сентября 1914 года в боях под Козенице, с полным самоотверждением, под ожесточённым артиллерийским и ружейным огнём, подвергая свою жизнь явной опасности, лично поддерживал постоянную связь между начальником участка и боевыми цепями правого фланга этого участка
После Октябрьской революции 1917 года служил в Добровольческой армии в составе ВСЮР. В 1919 году произведён в полковники, с 1919 года — начальник штаба Кабардинской конной дивизии, командир 1-го Осетинского конного полка и начальник штаба 2-й кавалерийской дивизии. С 1920 года в эмиграции в Югославии и Франции.

## Награды
- Орден Святого Станислава 2-й степени с мечами (Мечи — ВП 24.05.1916)
- Орден Святой Анны 2-й степени с мечами (Мечи — 19.11.1916)
- Орден Святого Владимира 4-й степени с мечами и бантом (ВП 06.03.1915)
- Георгиевское оружие (ВП 05.05.1915)